# 蒙唐德里
蒙唐德里（法語：Montendry，法語發音：[mɔ̃tɑ̃dʁi]）是法国萨瓦省的一个市镇，属于尚贝里区。

## 地理
蒙唐德里（45°31'32"N, 6°14'28"E）面积8.28 平方千米，位于法国奥弗涅-罗讷-阿尔卑斯大区萨瓦省，该省份为法国东部省份，历史上为薩伏依的一部分，北起上萨瓦省，西接伊泽尔省和安省，南部和东部与上阿尔卑斯省和意大利接壤。
与蒙唐德里接壤的市镇（或旧市镇、城区）包括：热隆河畔沙穆、尚洛朗、蒙日尔贝、勒蓬泰。

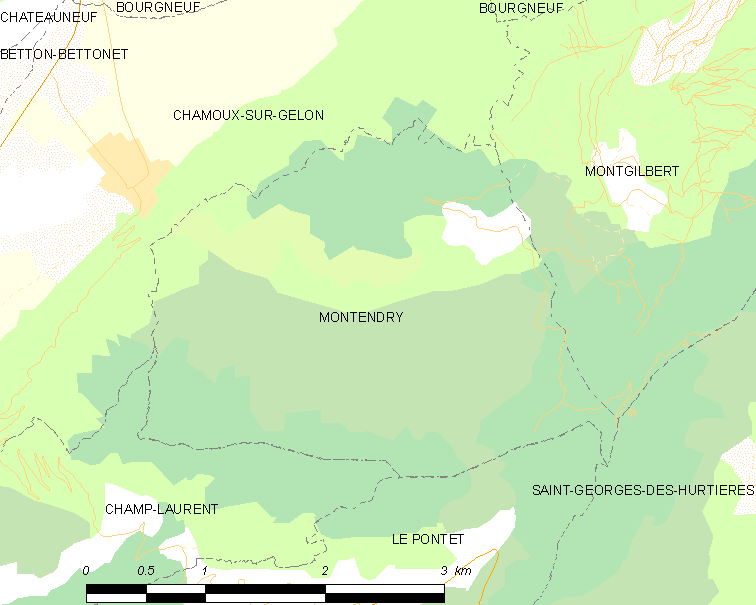
蒙唐德里的OSM定位图

蒙唐德里的时区为UTC+01:00、UTC+02:00（夏令时）。

## 行政
蒙唐德里的邮政编码为73390，INSEE市镇编码为73166。

## 政治
蒙唐德里所属的省级选区为圣皮埃尔达尔比尼县。

## 人口

1962-2008年间蒙唐德里人口变化图示

蒙唐德里于2022年1月1日时的人口数量为50人。